# Спасский мост (Алевизов ров)
Спа́сский мост — мост, существовавший в Москве с 1516 года по 1812 год, напротив Спасской башни Московского кремля, через Алевизов ров. 

## История
Спасский мост был перекинут в 1516 году через Алевизов ров. Располагался он напротив Спасской башни (отсюда и название сооружения).
До переименования в 1658 году вместе с башней назывался Фроловским, по не сохранившейся церкви Фрола и Лавра на Мясницкой улице, куда через этот мост вела дорога из Кремля.
В первоначальном виде был деревянный, в XVII веке был отстроен из камня. 
Назывался также Поповским крестцом, поскольку на нем вплоть до конца XVIII века происходил наём священников, не имевших приходов, для различных домовых церквей. 
Позднее на мосту по обеим сторонам расположились лавки, в которых одним из главных товаров были книги. 
Во время реконструкции Красной площади по проекту О. Бове в 1814—1815 гг. Алевизов ров был засыпан, Спасский мост разобран, и местные книготорговцы окончательно переселились на Никольскую улицу.